# Jules (película)
Jules es una película de comedia y ciencia ficción estadounidense de 2023 dirigida por Marc Turtletaub y escrita por Gavin Steckler. Está protagonizada por Ben Kingsley, Harriet Sansom Harris, Zoë Winters, Jade Quon y Jane Curtin.

## Reparto
- Ben Kingsley como Milton[3]
- Jane Curtin como Joyce[4]
- Harriet Sansom Harris como Sandy
- Zoë Winters como Denise,[4] hija de Milton
- Jade Quon como Jules, el alienígena

## Producción
El rodaje comenzó en Nueva Jersey el 10 de septiembre de 2021. El rodaje se produjo en Boonton, Nueva Jersey y Chatham, Nueva Jersey. La película entró en posproducción en febrero de 2022.

## Estreno
La película se estrenó en el Festival Internacional de Cine de Sonoma el 22 de marzo de 2023. En abril de 2023, Bleecker Street adquirió los derechos de distribución de la película en América del Norte, y se estrenó en cines el 11 de agosto de 2023.